# Rio Piripucu
Rio Piripucu är ett vattendrag i Brasilien.   Det ligger i delstaten Mato Grosso do Sul, i den södra delen av landet, 1 200 km sydväst om huvudstaden Brasília.
Omgivningarna runt Rio Piripucu är huvudsakligen savann. Runt Rio Piripucu är det mycket glesbefolkat, med 3 invånare per kvadratkilometer.